# Мілан Стіпич
Мілан Стіпич (хорв. Milan Stipić; нар. 28 грудня 1978, Новий Град) — хорватський греко-католицький єпископ, апостольський адміністратор Крижевецької єпархії в 2019—2020 роках; 8 вересня 2020 року призначений єпископом Крижевецьким.

## Життєпис
Після початкової школи навчався в малій семінарії в Загребі. У 1997 році продовжив навчання у Вищій греко-католицькій семінарії в Загребі і на богословському факультеті Загребського університету.
18 жовтня 2003 року отримав ієрейські свячення.
Виконував обов'язки пароха в Кашті і Радатовичах. У 2007 році став архіпресвітером і отримав призначення на служіння вірним греко-католикам у Далмації. З 2012 року був парохом у Ястребарсько.
18 березня 2019 року у зв'язку зі зреченням правлячого єпископа Крижевецької єпархії Ніколи Кекича, папа Франциск призначив апостольським адміністратором sede vacante Крижевецької єпархії о. Мілана Стіпича.
Окрім хорватської мови, знає також українську і російську.

## Єпископ
8 вересня 2020 року Папа Франциск призначив отця Мілана Стіпича єпископом Крижевецької єпархії. Єпископська хіротонія відбулася 17 жовтня 2020 року в Крижевцях. Головним святителем був єпископ-емерит Крижевецької єпархії Нікола Кекич, а співсвятителями архиєпископ і митрополит Загребський кардинал Йосип Бозанич і апостольський нунцій в Хорватії Джорджо Лінґва.